# Pallavolo ai Giochi della XVIII Olimpiade
I tornei di pallavolo ai Giochi della XVIII Olimpiade si sono svolti dall'11 al 23 ottobre 1964 a Tokyo, in Giappone, durante i Giochi della XVIII Olimpiade.

## Podi
| Evento                         | Oro              | Argento          | Bronzo   |
| Pallavolo maschile (dettagli)  | Unione Sovietica | Cecoslovacchia   | Giappone |
| Pallavolo femminile (dettagli) | Giappone         | Unione Sovietica | Polonia  |